# رنگینک کلاه‌نیلی
رنگینک کلاه‌نیلی (نام علمی: Lepidothrix coeruleocapilla) نام یک گونه از سرده پولک‌موها است.